# Séféto-Nord
Pour la localité malienne voisine, voir Séféto-Ouest.
Séféto-Nord est une commune rurale malienne de l'arrondissement central de Séféto dans le cercle de Séféto, et la région de Kita. Elle a pour chef-lieu la localité de Niagané.

## Villages
La commune s'étend sur 6 localités relevées lors du recensement général de 2009. 
Les villages les plus peuplés sont :
- Niagané (3 850 habitants) ;
- Néguébougou (3 200 habitants) ;
- Damina (1 906 habitants).